# Nothbeorht
Nothbeorht (auch Northbertus oder Nothberht; † zwischen 716 und 731) war Bischof von Elmham. Er wurde zwischen 693 und 706 zum Bischof geweiht und trat sein Amt im selben Zeitraum an. Er starb zwischen 716 und 731.